# 東鹽州
東鹽州，中国古代的州。
唐朝武德四年（621年），唐高祖以沧州的盐山县置東鹽州，治所在盐山县。第二年，景州的清池縣入東鹽州，東鹽州領盐山縣、清池縣、浮水縣（今河北省孟村回族自治县新县镇）。貞觀元年（627年）廢浮水縣、東鹽州，盐山縣、清池縣改属沧州。
刺史
- 田华（621年—622年）